# Метаміктизація
Метаміктизація (рос. метамиктизация, англ. metamictization, нім. Metamiktisation f) — перехід кристалічних мінералів в аморфний стан внаслідок радіоактивного перетворення елементів, що входять до їх складу.
При метаміктизації зберігається первісна зовнішня форма кристала і їх первісний склад, але змінюються деякі властивості (густина, твердість, показник заломлення, колір та ін.). При нагріванні метаміктні мінерали повертаються до первісного стану, а деякі з них при певній температурі займаються (пірогномічність).
Метаміктизація є наслідком порушення зв'язку у кристалічній ґратці під дією радіоактивного випромінювання. М. властива головним чином силікатам та оксидам.